# کلاله اسلامی (خداآفرین)
کلاله اسلامی یکی از روستاهای استان آذربایجان شرقی است که در دهستان دیزمار شرقی بخش منجوان شهرستان خداآفرین واقع شده‌است. این روستا یکی از سرسبزترین روستاهای ایران می‌باشد که در داخل
جنگلهای ارسباران قرار گرفته.